# Жиба
Жи́ба (порт. Giba, полное имя — Жилберту Амаури Годой-младший (порт. Gilberto Amauri Godoy Filho), род. 23 декабря 1976 года в Лондрине) — бразильский волейболист, доигровщик, игрок сборной Бразилии в 1995—2012 годах, олимпийский чемпион и трёхкратный чемпион мира.
В составе сборной Бразилии он выиграл в общей сложности 8 чемпионатов Южной Америки, 3 Кубка Америки, 8 титулов Мировой лиги, 3 Кубка чемпионов мира, три чемпионата мира (2002, 2006, 2010), золотую медаль на летних Олимпийских играх 2004 года и две серебряные медали на летних Олимпийских играх 2008 и 2012 годов, где он был капитаном команды.
Летом 2014 года Жиба ушел из профессионального волейбола в возрасте 37 лет.

## Игровая карьера
- 1993—1994 —  «Куритибаньо»
- 1994—1996 —  «Кокамар»
- 1996—1997 —  «Чапеко»
- 1997—1998 —  «Олимпикус»
- 1998—1999 —  «Репот»
- 1999—2001 —  «Минас»
- 2001—2003 —  «Феррара»
- 2003—2007 —  «Кунео»
- 2007—2009 —  «Искра»
- 2009—2011 —  «Симед»
- 2012—2013 —  «Сьюдад де Боливар»
- 2013 —  «Таубате»
- 2014 —  «Аль-Наср»
- 2019 —  «Полония»

## Достижения

### Со сборной Бразилии
- Чемпион XXVIII Олимпийских игр (2004)
- Серебряный призёр Олимпийских игр (2008, 2012)
- 3-кратный чемпион мира (2002, 2006, 2010)
- 7-кратный чемпион Южной Америки (1995, 1997, 1999, 2001, 2003, 2005, 2007)
- 8-кратный победитель Мировой лиги (2001, 2003, 2004, 2005, 2006, 2007, 2009, 2010)
- 2-кратный обладатель Кубка мира (2003, 2007)
- 3-кратный обладатель Всемирного Кубка чемпионов (1997, 2005, 2009)
- Победитель Панамериканских игр (2007)

### В клубной карьере
- 2-кратный чемпион Бразилии (2000, 2001)
- Обладатель Кубка Италии (2006)
- Чемпион Англии (2019)

### Личные
- MVP Олимпийского турнира (2004)
- MVP чемпионата мира (2006)
- MVP Мировой лиги (2006)
- MVP Кубка мира (2007)